# Eunidia trifasciata
Eunidia trifasciata är en skalbaggsart som beskrevs av Aurivillius 1924. Eunidia trifasciata ingår i släktet Eunidia och familjen långhorningar.
Artens utbredningsområde är Kenya. Inga underarter finns listade i Catalogue of Life.